# Bulbophyllum latibrachiatum
Bulbophyllum latibrachiatum är en orkidéart som beskrevs av Johannes Jacobus Smith. Bulbophyllum latibrachiatum ingår i släktet Bulbophyllum och familjen orkidéer.

## Underarter
Arten delas in i följande underarter:
- B. l. epilosum
- B. l. latibrachiatum